# Yeison Reyes
Pour les articles homonymes, voir Reyes.
Yeison Reyes, né le 14 février 1997 à Ramiriquí, est un coureur cycliste colombien.

## Biographie
En décembre 2017, Yeison Reyes finit neuvième et meilleur jeune du Tour du Costa Rica, grâce à ses qualités de grimpeur. Il court alors dans l'équipe GW-Shimano. L'année suivante, il participe à quelques courses amateurs au Pays basque, sous les couleurs du club Grupo Eulen. Bon grimpeur, il obtient son meilleur résultat au mois de mars avec une deuxième place au Laukizko Udala Saria.
En 2019, il revient concourir dans son pays natal. Neuvième du championnat de Colombie espoirs, il s'impose aussi sur la Clásica de Anapoima, une épreuve par étapes du calendrier national,. Il quitte ensuite GW-Shimano pour rejoindre la formation EPM-Scott. Avec cette structure, il remporte une étape du réputé Clásico RCN en octobre 2021, grâce à une échappée. 
En 2022, il intègre Medellín-EPM, la meilleure équipe colombienne. Toujours performant en montagne, il se classe dixième du Tour de l'Équateur. Il brille également lors de la saison 2023 en décrochant diverses places d'honneur dans des courses guatémaltèques. En plus de ces accessits, il termine troisième du Clásico RCN, ou encore dix-septième du Tour de Turquie.

## Palmarès et résultats

### Palmarès par année
- 2018
  - 2e du Laukizko Udala Saria
- 2019
  - Clásica de Anapoima
- 2021
  - 5e étape du Clásico RCN
- 2022
  - 5e étape de la Vuelta Bantrab
- 2023
  - 1re étape de la Clásica de Rionegro (contre-la-montre par équipes)
  - 3e du Clásico RCN
- 2025
  - 3e étape de la Clásica de Fusagasugá
  - 6e étape du Tour de Colombie
  - 3e de la Clásica de Fusagasugá

### Classements mondiaux
| Année            | 2019 | 2020 | 2021 | 2022 | 2023 |
| ---------------- | ---- | ---- | ---- | ---- | ---- |
| UCI America Tour | 456e |      |      |      | 193e |